# Achramorpha glacialis
Achramorpha glacialis är en svampdjursart som beskrevs av Jenkin 1908. Achramorpha glacialis ingår i släktet Achramorpha och familjen Achramorphidae. Inga underarter finns listade i Catalogue of Life.